# Mitrophrys aequepartita
Mitrophrys aequepartita är en fjärilsart som beskrevs av Embrik Strand 1909. Mitrophrys aequepartita ingår i släktet Mitrophrys och familjen nattflyn. Inga underarter finns listade i Catalogue of Life.